# Joel Almeida (Fußballspieler, 1957)
Joel Fernando Teixeira de Almeida (* 24. September 1957 in Seixal) ist ein ehemaliger portugiesischer Fußballspieler.

## Sportlicher Werdegang
Almeida entstammt der Jugend von Seixal FC, wo er auch seine ersten Schritte im Erwachsenenbereich machte. 1979 wechselte er zum Amora FC, mit dem er unter Trainer Félix Mourinho Meister der Segunda Divisão wurde und in die Primeira Divisão aufstieg. Er wechselte jedoch zu Benfica Lissabon, wo er vor Saisonbeginn im Rückspiel um den portugiesischen Supercup Sporting Lissabon als Einwechselspieler für César zum ersten Titelgewinn beitrug. Beim Gewinn der Meisterschaft in der Spielzeit 1980/81 kam er allerdings nicht über den Status eines Ergänzungsspielers hinaus. Daraufhin wechselte er innerhalb der Meisterschaft zum Académico de Viseu FC, wo er zwar mit elf Saisontoren bester vereinsinterner Torschütze war, aber die Spielzeit 1981/82 auf einem Abstiegsplatz beendete. 
Almeida wechselte im Sommer 1982 zum Zweitligisten SC Farense, mit dem er ebenfalls Zweitligameister wurde. Erneut wechselte er trotz Aufstiegs den Verein, dieses Mal blieb er in der zweithöchsten Spielklasse und schloss sich Belenenses Lissabon an. 1985 gelang ihm hier zum dritten Mal in seiner Karriere der Erstligaaufstieg. Unter Trainer Henri Depireux erreichte er mit der Mannschaft in der Taça de Portugal 1985/86 das Finalspiel, dort setzte sich sein Ex-Club Benfica nach Treffern von Adelino Nunes und Rui Águas mit 2:0 durch. Allerdings war ihm auch in drei Spielzeiten beim Klub der Durchbruch verwehrt geblieben, so dass er im folgenden Sommer zum Zweitligisten CF Estrela Amadora weiterzog. Auch mit diesem schaffte er 1988 den Erstligaaufstieg, er kehrte jedoch zum Karriereausklang zu Seixal FC zurück. 